# 29471 Spejbl
29471 Spejbl este un asteroid din centura principală de asteroizi.

## Descriere
29471 Spejbl este un asteroid din centura principală de asteroizi. A fost descoperit pe 27 octombrie 1997 la Observatorul din Ondřejov de Lenka Šarounová. Asteroidul prezintă o orbită caracterizată de o semiaxă mare de 2,35 ua, o excentricitate de 0,11 și o înclinație de 3,2° în raport cu ecliptica.